# Yusuf Aydin
Yusuf Aydin, född 19 februari 1982 i Turkiet, är en svensk politiker (kristdemokrat). Han är riksdagsledamot (statsrådsersättare) sedan 2022 för Stockholms läns valkrets.
Aydin kandiderade i riksdagsvalet 2022 och blev ersättare. Han är statsrådsersättare för Jakob Forssmed sedan 8 november 2022. I riksdagen är Aydin suppleant i EU-nämnden, finansutskottet, försvarsutskottet, skatteutskottet, socialförsäkringsutskottet och socialutskottet.